# 希臘武裝部隊
希臘軍隊（希腊语:Eλληνικές Ένοπλες Δυνάμεις）、為希臘的武裝軍事力量，以維護國家領土完整與主權獨立。其中包括三個主要組成部分：
1.希臘陸軍（Hellenic Army）
2.希臘海軍（Hellenic Navy）
3.希臘空軍（Hellenic Air Force）
希臘目前普遍實施義務役的兵役制度，所有男性在18歲以上，有義務服兵役至少12個月。女性可在希臘軍隊服務，但不能被徵召服兵役。希臘是歐盟和北約成員國，並參與許多世界各地的維和行動，像是參加在阿富汗的國際治安支援部隊（ISAF），在波士尼亞和赫塞哥維納的歐盟部隊（EUMS），以及在科索沃的科索沃安全部隊（KFOR）等。
希臘雖是小國，周邊也屬於和平，但是約有150架F-16C/D和50架幻象2000組成的機隊主力空軍，和各50架的較舊款F-4與A-7對地戰機維持可現役狀態，加上預警機和運輸機總計約350多架現代化飛機，陸軍雖然只有9萬人卻有350輛豹2式戰車和近千輛舊款戰車和三千多輛裝甲車。海軍較小但也有約20艘飛彈巡防艦和10艘德國製潛艇，以其國力規模來講屬於異常龐大的戰力。
不過，經過歐洲經濟危機的打擊、俄羅斯崛起，並與西方國家在各地區爭鋒相對，還有土耳其的越來越激進的地區利益訴求，使得希臘國防與財政壓力激增。

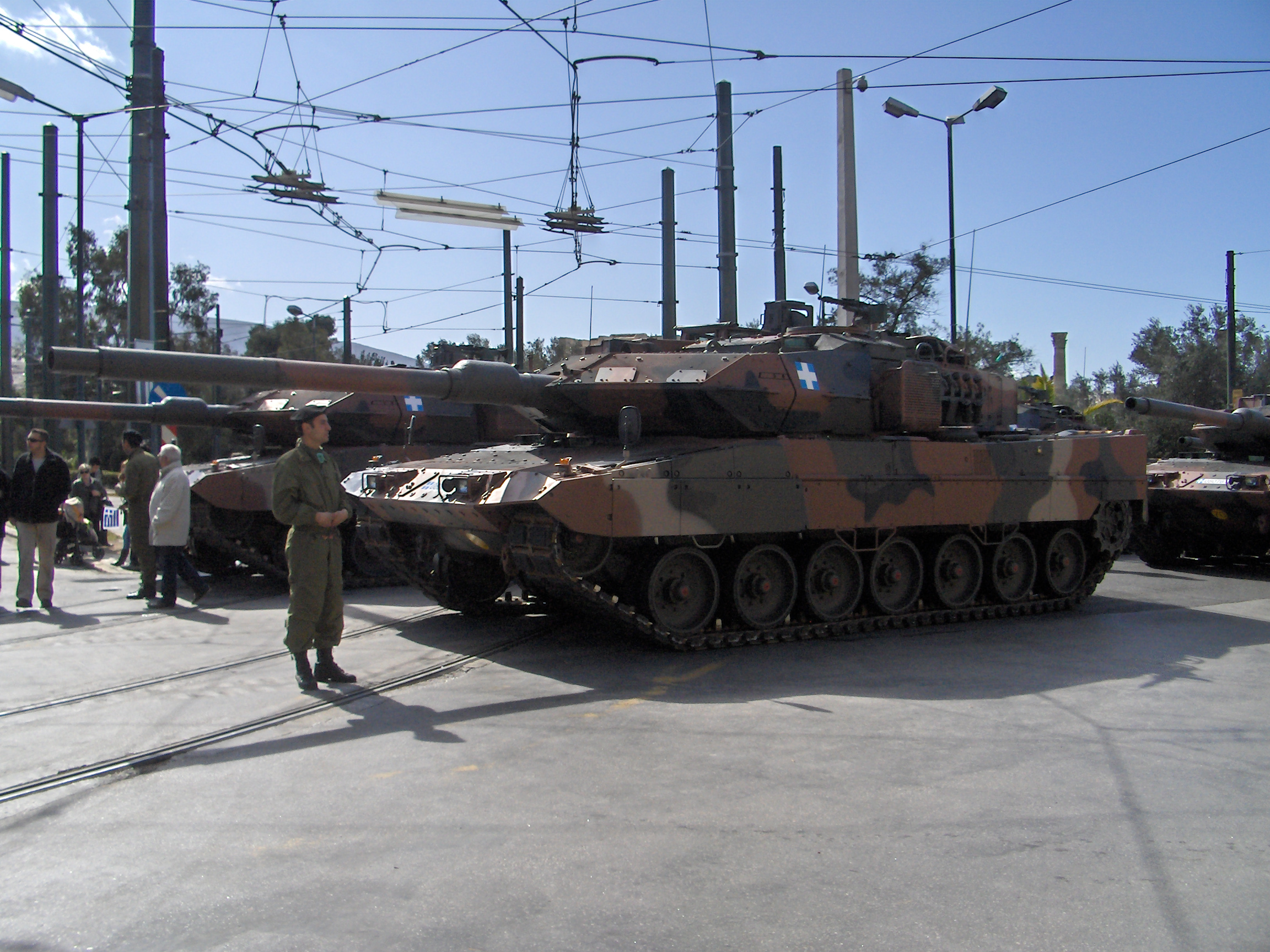
豹2A6-HEL
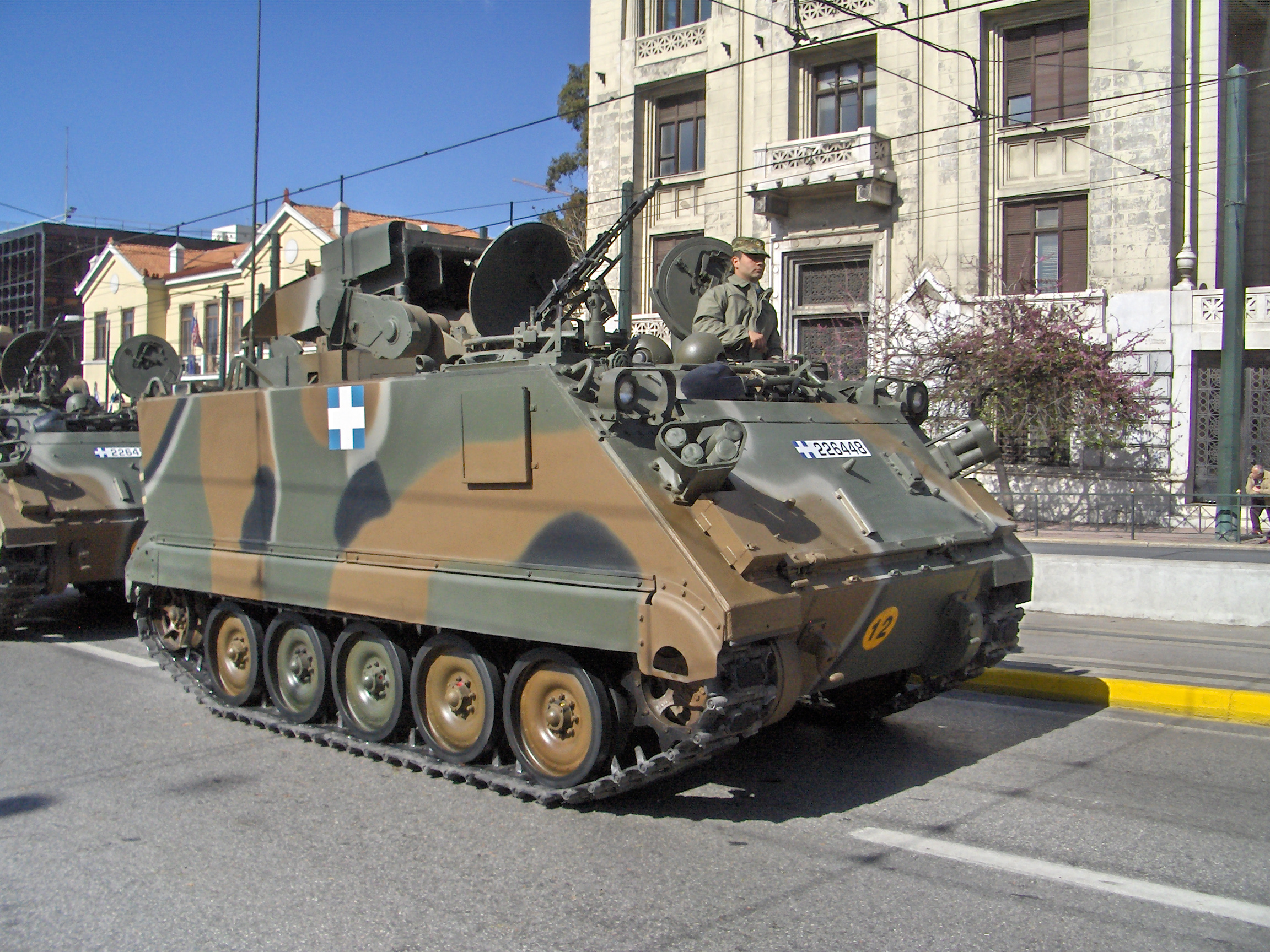
M113
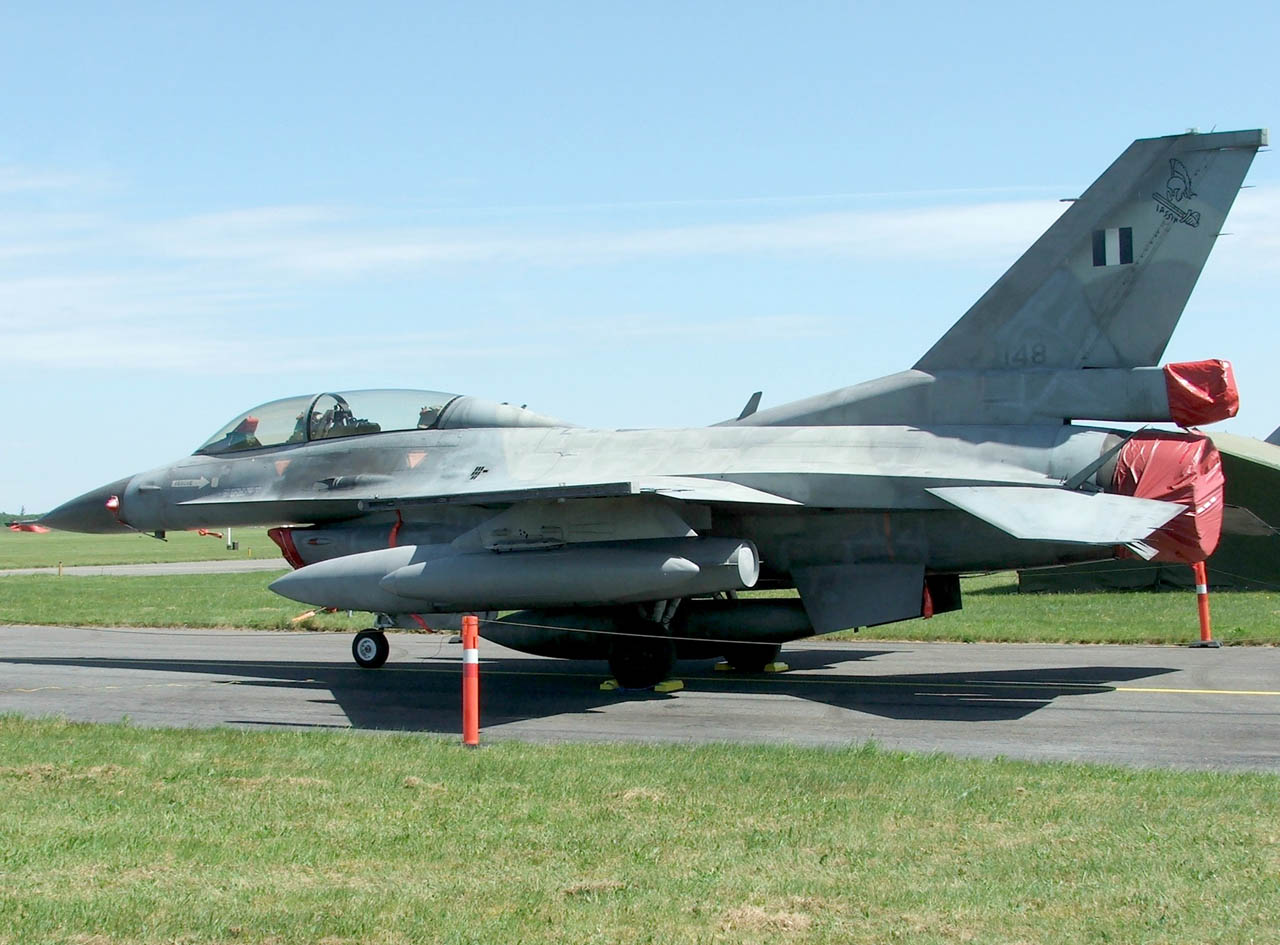
F-16D
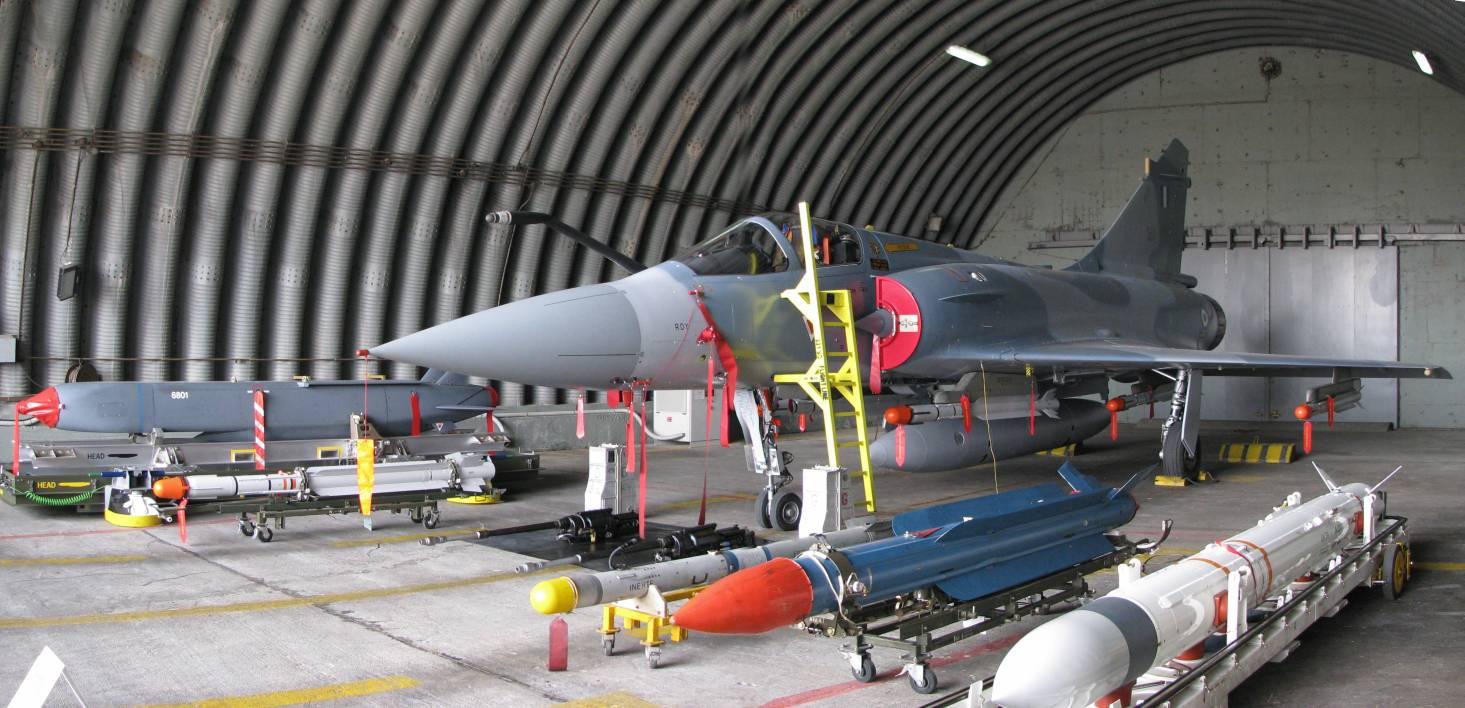
幻象2000
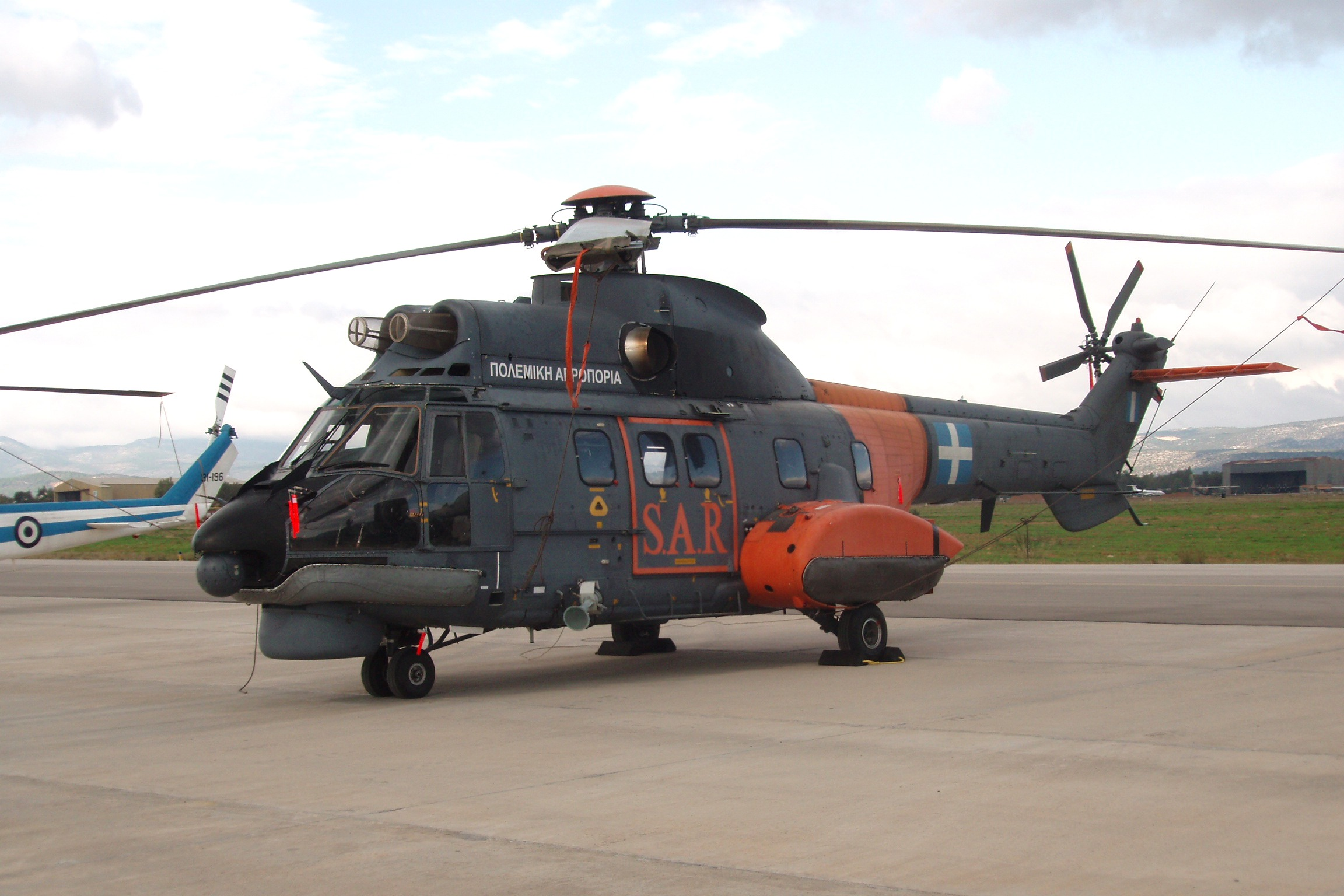
AS332
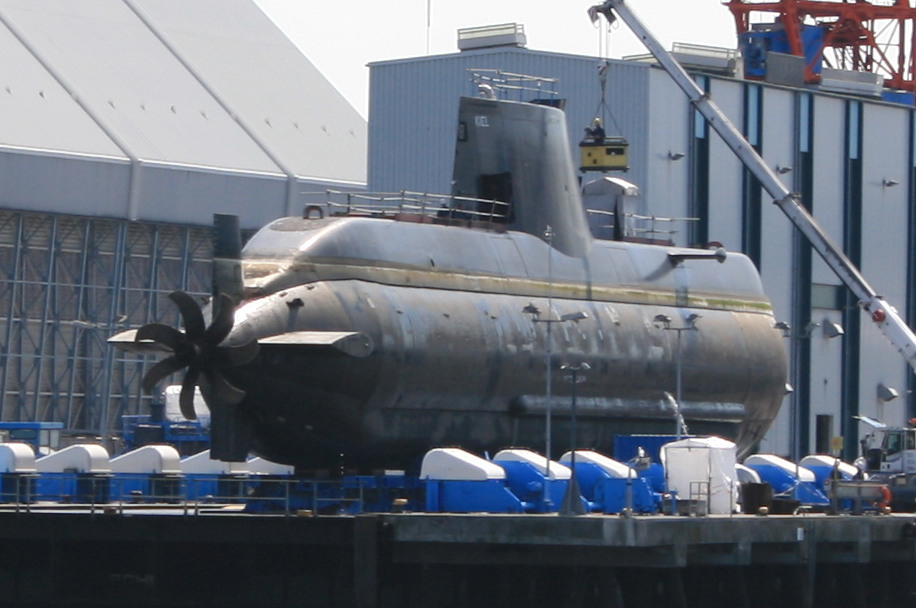
S-120潛艦
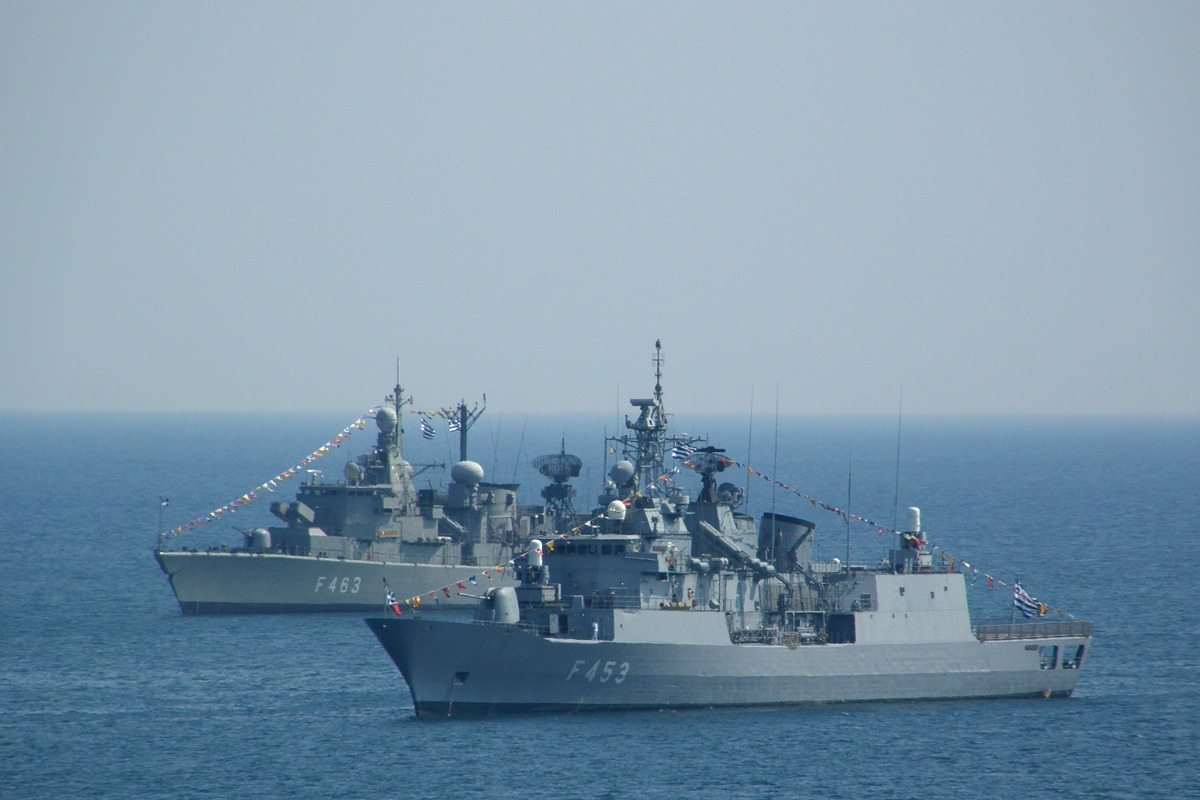
F-453巡防艦
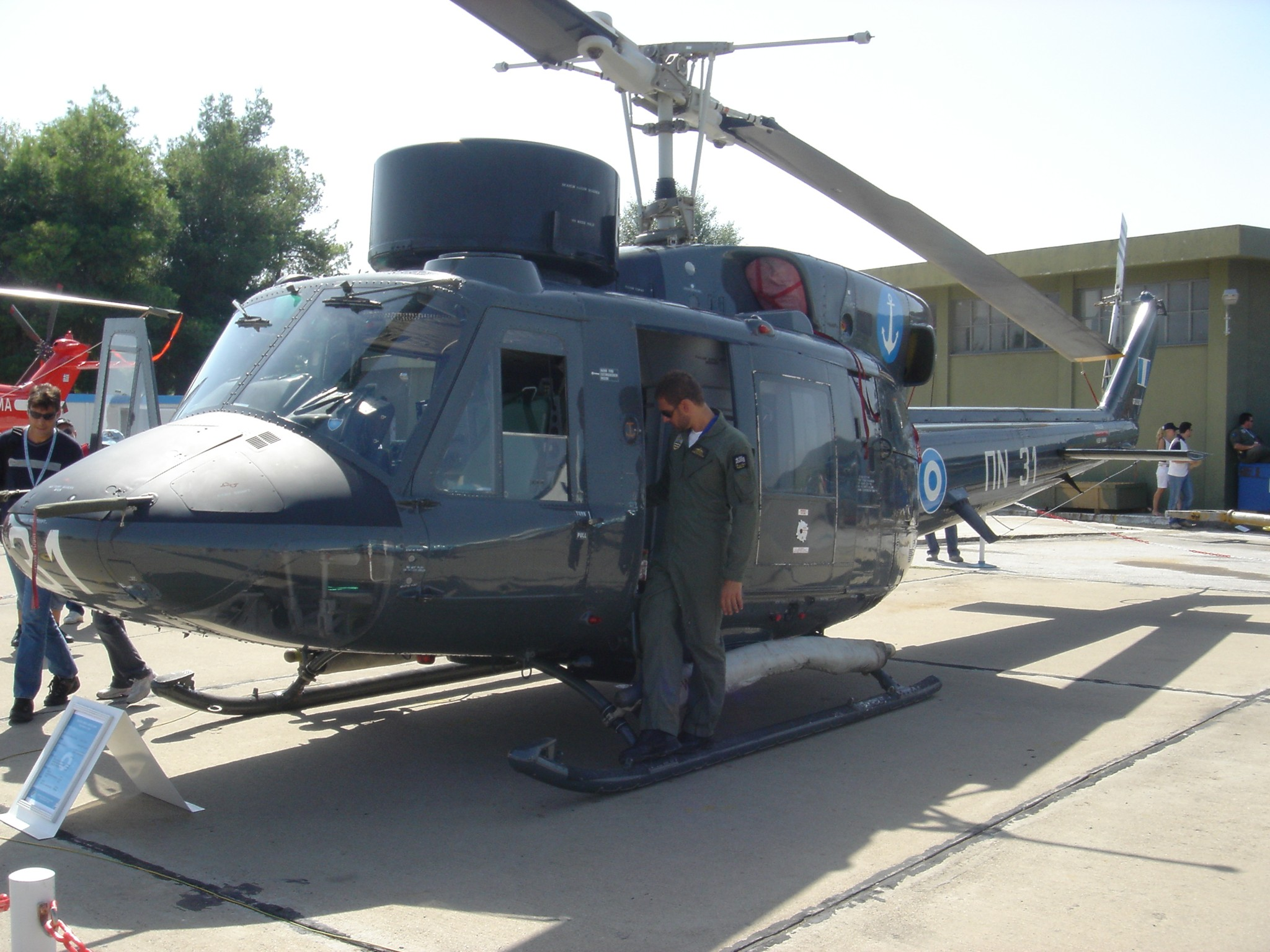
AB212

## 外部連結
- 希臘國防部-官方網站
- 希臘國防參謀本部-官方網站
- 希臘陸軍本部-官方網站 （页面存档备份，存于）
- 希臘海軍本部-官方網站
- 希臘空軍本部-官方網站 （页面存档备份，存于）